# Wettinia panamensis
Wettinia panamensis là loài thực vật có hoa thuộc họ Arecaceae. Loài này được R.Bernal miêu tả khoa học đầu tiên năm 1995.